# Konstantin Prinz von Bayern
Konstantin Prinz von Bayern (* 15. August 1920 in München; † 30. Juli 1969 in Hechingen) war vom 19. Oktober 1965 bis zu seinem Tode eine knappe Wahlperiode lang Mitglied des Deutschen Bundestages. Er wurde für die Christlich-Soziale Union in Bayern (CSU) über ein Direktmandat des damaligen Wahlkreises 204 München-Mitte in Bayern gewählt.

## Leben
Seine Eltern waren Adalbert Prinz von Bayern (1886–1970) und Auguste von Seefried auf Buttenheim (1899–1978), Tochter von Graf Otto von Seefried auf Buttenheim (1870–1951) und Prinzessin Elisabeth Marie von Bayern (1874–1957).
1939 wurde er zum Wehrdienst eingezogen, ein Jahr später aber aufgrund des Prinzenerlasses wieder aus der Wehrmacht entlassen. 1942–44 studierte er in Freiburg im Breisgau Rechtswissenschaften und war anschließend am Oberlandesgericht Karlsruhe tätig. Nach dem Attentat vom 20. Juli 1944 auf Adolf Hitler in Sippenhaft genommen, wurde er 1945 von den Amerikanern befreit.
1947 begann er eine journalistische Laufbahn, in deren Verlauf er bei der Neuen Revue, der Süddeutschen Zeitung und seit 1963 bei der Bunten beschäftigt war. Er besaß Anteile am Bankhaus Louis Hagen & Sohn. Er verfasste die Bücher Der Papst, eine Biographie Pius’ XII., und Ohne Macht und Herrlichkeit. Seit 1961 Mitglied der CSU, zog er 1962 in den Bayerischen Landtag und 1965 in den Bundestag ein. Kurz nach Erscheinen seines politischen Werks Die Zukunft sichern kam Konstantin von Bayern bei einem Flugzeugabsturz in der Nähe von Hechingen ums Leben.
Er ist begraben auf dem Familienfriedhof der Wittelsbacher im Kloster Andechs, wohin sein Sarg 1977 aus der Fürstengruft von St. Michael (München) überführt wurde.

## Nachkommen
Konstantin Prinz von Bayern heiratete 1942 zunächst Maria Adelgunde Prinzessin von Hohenzollern-Sigmaringen (1921–2006), Tochter von Friedrich Viktor von Hohenzollern-Sigmaringen (1891–1965). Aus dieser Ehe entstammten folgende Kinder:
- Leopold (* 1943), ehemaliger Rennfahrer
- Adalbert (* 1944)

1953 heiratete er Helene „Hella“ von Khevenhüller-Metsch (1921–2017), Tochter von Franz Fürst von Khevenhüller-Metsch. Aus dieser Ehe entstammte eine Tochter:
- Ysabel (* 1954)